# Herbert-von-Karajan-Statue

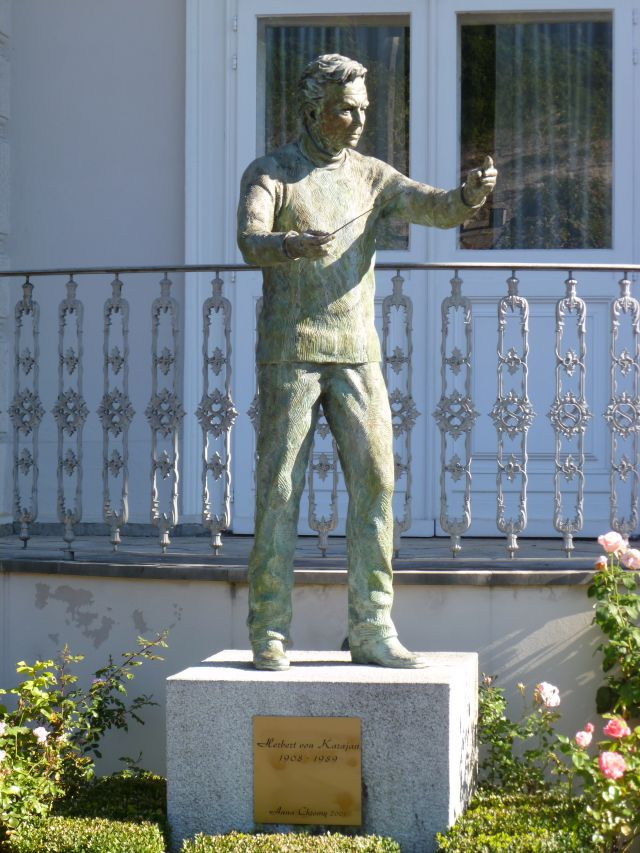
Statue vor dem Wohnhaus in Salzburg

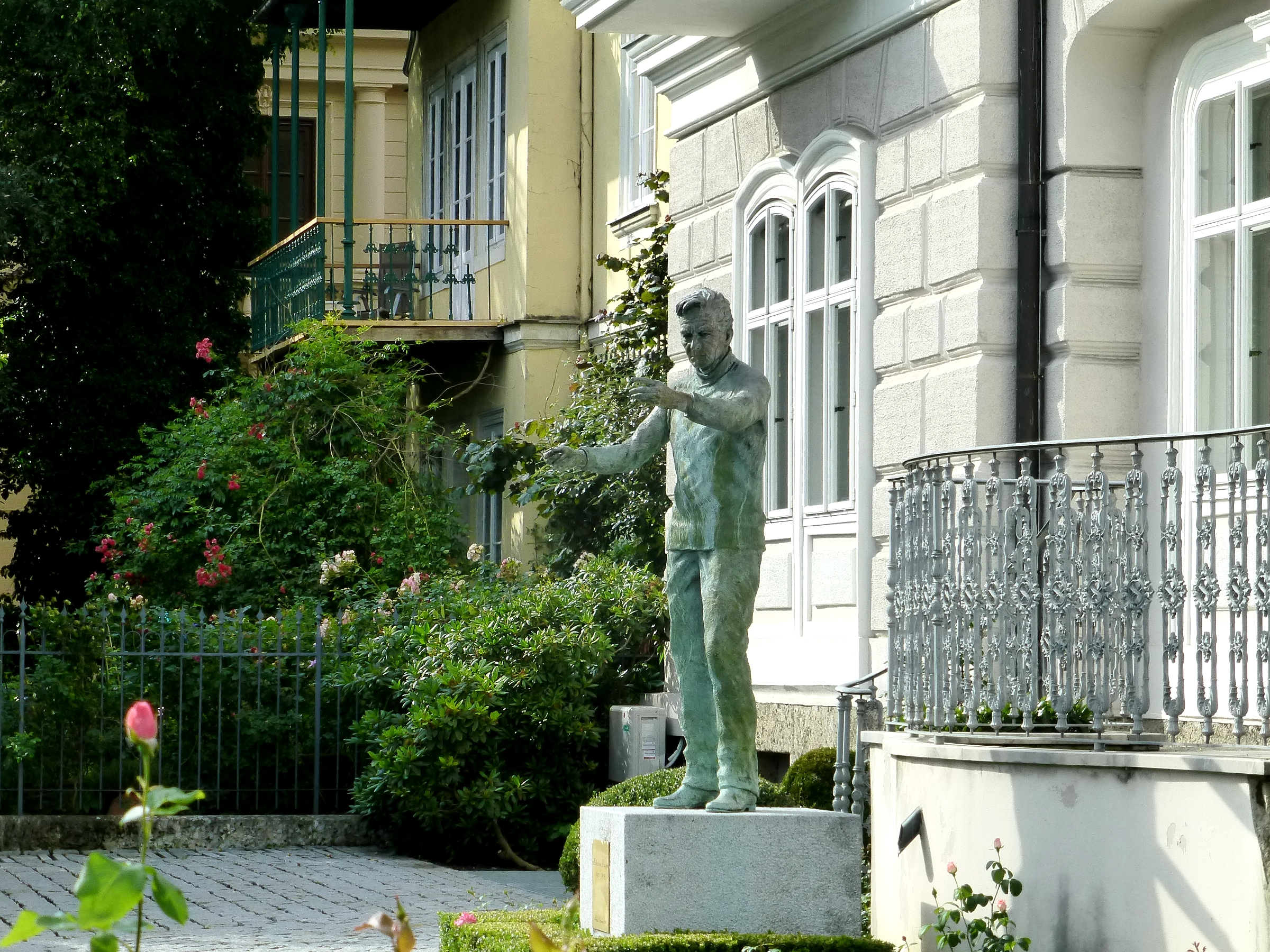
Panorama

Die Herbert-von-Karajan-Statue ist ein auf einem Sockel stehendes Standbild des österreichischen Dirigenten Herbert von Karajan (1908–1989). Das Werk von Anna Chromy steht seit 2001 vor dem Salzburger Wohnhaus, in dem Karajan aufwuchs.

## Geschichte
Im Jahr 2000 beschloss die Herbert-von-Karajan-Stiftung, Porträts des Dirigenten in allen Kulturstätten zu installieren, in denen er wichtige Abschnitte seiner beruflichen Karriere verbracht hatte. Die tschechische Malerin und Bildhauerin Anna Chromy wurde beauftragt, diese Porträts zu gestalten. Darüber hinaus beauftragte die Stiftung die Künstlerin, eine lebensgroße Statue von Karajan für seinen Geburtsort Salzburg zu erschaffen. Diese Statue wurde 2001 im Garten der elterlichen Wohnhauses in Salzburg aufgestellt. Unbekannte Täter beschädigten im Dezember 2014 die Bronzestatue, indem sie den Taktstock abbrachen.

## Beschreibung
Die aus Bronze gefertigte Karajan-Statue hat eine Höhe von 1,8 Metern und ein Gewicht von 150 Kilogramm. Das Standbild zeigt Karajan während einer Orchesterprobe. Er trägt Freizeitkleidung mit einem Rollkragenpullover. Beide Arme sind nach vorne gestreckt, in der rechten Hand hält er einen Taktstock. Er steht auf einem ca. 0,6 Meter hohen, rechteckigen Granitsockel. An der Vorderseite des Sockels ist eine Plakette mit folgender Inschrift montiert: